# Los Chihuidos
Los Chihuidos es una localidad ubicada en el departamento Añelo de la provincia del Neuquén, Argentina.
Se encuentra ubicada a 206 km de ciudad de Neuquén y 100 de Añelo. Su acceso es por medio de la ruta provincial N.º 1. En sus alrededores y a pocos kilómetros se hallan los cerros homónimos.

## Historia
Toda la región circundante a la localidad hasta Chos Malal se dedica históricamente a la cría del ganado caprino.
La zona adyacente a la localidad cobró gran importancia con el proyecto de represa de los Chihuidos surgido en 1965, cuando se pensó en una obra para la generación de electricidad que a la vez pudiera contener las crecidas sobre el río Neuquén. El lugar elegido, que no se modificó hasta hoy, fue la intersección de ese curso de agua cinco kilómetros abajo con el río Agrio, en el centro de la provincia. El primer proyecto terminado se denominó El Chihuido y se presentó en 1977. Aunque hubo intentos el tema quedó en suspenso hasta el siglo 21.
Por otro lado, la población de Los Chihuidos inició pedidos para obtener la Comisión de Fomento que fue solicitada el 15 de agosto de 1996, siendo su concreción lograda el 17 de septiembre de 1996.
En los últimos tiempos la zona cobró nueva importancia por estar muy próxima al yacimiento petrolero Vaca Muerta. Además, hay intentos de darle un nuevo sentido turístico al poblado.

## Población
Los censo de 1991 y de 2001 censaron a Los Chihuidos como población rural dispersa.
En el censo siguiente se pudieron conocer 274 habitantes (Indec, 2010).
Según el censo 2022 se conoció una población dentro de la comisión de fomento de 242 habitantes y 144 viviendas. Además, el censo dio a conocer datos de su composición poblacional (53 hombres 53 mujeres), población urbana sin población rural dispersa o localidades dispersas en el municipio (106) densidad y área urbana.
| Gráfica de evolución demográfica de Los Chihuidos entre 1991 y 2022 |
|                                                                     |
| Fuente: Censos nacionales del INDEC                                 |

## Instituciones
- Comisión de Fomento Los Chihuidos
- AFR Los Chihuidos
- Agrupación Gaucha Los Ranchos de Los Chihuidos
- Escuela albergue N.º 264
- Sala de primeros auxilios
- Extensión de la comisaría 10.º de Añelo